# IC 128
IC 128 — галактика типу SBc () у сузір'ї Кит.
Цей об'єкт міститься в оригінальній редакції індексного каталогу.